# Hunter × Hunter
Hunter × Hunter (jap. ハンター×ハンター Hantā × Hantā), skrótowo HxH – manga autorstwa Yoshihiro Togashiego, publikowana na łamach magazynu „Shūkan Shōnen Jump” wydawnictwa Shūeisha od marca 1998, jednak począwszy od 2006 roku manga często znajduje się na nieregularnych przerwach wydawniczych. Na jej podstawie studio Nippon Animation stworzyło 62-odcinkowy serial anime, emitowany w latach 1999–2001. Następnie pomiędzy 2002 a 2004 wyprodukowano 3 serie OVA, składające się łącznie na 30 odcinków.
Od października 2011 do września 2014 emitowano zupełnie nową serię anime wyprodukowaną przez studio Madhouse, pokrywającą wydarzenia zekranizowane w poprzedniej serii, oraz ekranizująca nowe wątki, posiadającą łącznie 148 odcinków.

## Fabuła
Główny bohater, Gon Freecss wyrusza w podróż z rodzinnej wyspy, by zostać łowcą. Chce to osiągnąć, by odnaleźć swojego ojca, który jest uważany za jednego z najlepszych łowców na świecie. Zapisuje się na egzamin na łowcę, gdzie poznaje swoich przyjaciół: pochodzącego z rodziny zabójców Killuę Zoldycka, ostatniego ocalałego członka klanu Kurta – Kurapikę oraz Leorio Paradinighta, który chce zostać lekarzem.

## Manga
Pierwszy rozdział mangi ukazał się 16 marca 1998 w magazynie „Shūkan Shōnen Jump”. Następnie wydawnictwo Shūeisha rozpoczęło zbieranie rozdziałów do wydań w formacie tankōbon, których pierwszy tom ukazał się 4 czerwca tego samego roku. Według stanu na 4 września 2024, do tej pory wydano 38 tomów.
W Polsce prawa do dystrybucji mangi nabyło wydawnictwo Waneko, o czym poinformowano 20 stycznia 2023, premiera pierwszego tomu odbyła się zaś 16 maja tego samego roku. Tłumaczką mangi jest Anna Wrzesiak.  

## Anime

### Seria z 1999
Pierwsza adaptacja anime na podstawie mangi Hunter × Hunter została wyprodukowana przez studio Nippon Animation i wyreżyserowana przez Kazuhiro Furuhashiego, który wcześniej wyreżyserował serię Rurōni Kenshin. 62-odcinkowy serial był emitowany w stacji Fuji TV od 16 października 1999 do 31 marca 2001 w tym samym sobotnim wieczornym paśmie, co anime na podstawie wcześniejszej mangi Togashiego – Yū Yū Hakusho.

### OVA
Kiedy serial anime pokrył większość materiału źródłowego, Nippon Animation podjęło decyzję o zakończeniu adaptacji, zamiast kontynuować ją z fillerami. Z powodu niezadowolenia fanów spowodowanym zakończeniem serialu, studio zdecydowało się wyprodukować kilka serii OVA. Pierwsza seria została wyreżyserowana przez Satoshiego Sagę i liczyła 8 odcinków, wydanych w 4 częściach między 17 stycznia a 17 kwietnia 2002. Druga, zatytułowana Hunter × Hunter: Greed Island, została wyreżyserowana przez Yukihiro Matsushitę i również składała się z 8 odcinków, wydanych w 4 częściach między 19 lutego a 21 maja 2003. Trzecia seria OVA, Hunter × Hunter: G.I. Final, została wyreżyserowana przez Makoto Sato i składa się z 14 odcinków wydanych w 7 częściach, publikowanych od 3 marca do 18 sierpnia 2004.

### Seria z 2011
Nowa adaptacja anime została zapowiedziana w lipcu 2011. Zamiast kontynuować historię z serii OVA, serial opowiada fabułę od początku mangi, próbując ją dokładniej zaadaptować. Anime zostało wyprodukowane przez studio Madhouse i wyreżyserowane przez Hiroshiego Kōjinę. Scenariusz napisał Atsushi Maekawa, a postacie zaprojektował Takahiro Yoshimatsu. Serial emitowano w niedziele rano na antenie Nippon Television od 2 października 2011, zaś od 8 października 2013 emisja odbywała się we wtorki o 1:29 w nocy. Seria zakończyła się 23 września 2014, licząc 148 odcinków.

## Filmy kinowe
Produkcja filmu kinowego, Hunter × Hunter: Phantom Rouge, opowiadającego oryginalną historię, została ogłoszona w marcu 2012. Premiera w japońskich kinach odbyła się 12 stycznia 2013, a za dystrybucję odpowiadało Tōhō. Fabuła koncentruje się na wysiłkach Gona i jego przyjaciół, aby odzyskać oczy Kurapiki, które zostały skradzione przez Omokage, poprzednika Hisoki w Trupie Fantomu. Film oparty jest na niepublikowanej historii, którą Yoshihiro Togashi napisał około 10 lat wcześniej.
Drugi film, zatytułowany Hunter × Hunter: The Last Mission, został zapowiedziany po debiucie pierwszego. Produkcja koncentruje się na Netero, przewodniczącym Stowarzyszenia Łowców, podczas gdy Gon i jego przyjaciele odkrywają mroczne sekrety jego przeszłości. Film został wydany w japońskich kinach 27 grudnia 2013, a na DVD i Blu-ray 23 lipca 2014.

## Odbiór
W 2012 roku Hunter x Hunter była ósmą najlepiej sprzedającą się mangą w historii magazynu Shūeisha. Do lutego 2013 roku sprzedano ponad 65 milionów egzemplarzy. Redakcja i recenzenci polskojęzycznego magazynu tanuki.pl ocenili mangę 9/10.
W 2001 roku pierwsza wersja serialu anime uplasowała się na czwartym miejscu w rankingu Anime Grand Prix, miesięcznika Animage. W 2011, druga wersja anime zajęła dziewiąte miejsce. W 2006 roku TV Asahi przeprowadziła sondę, według której Hunter x Hunter znalazło się na 28. miejscu, wśród 100 najlepszych anime wszech czasów. Polskojęzyczny serwis tanuki.pl ocenił wersję z 1999 roku 8/10. Wersja z 2011 roku spotkała się z bardziej krytycznymi ocenami: redakcja dała notę 7/10, natomiast recenzenci – 6/10.